# Posimpresionismo

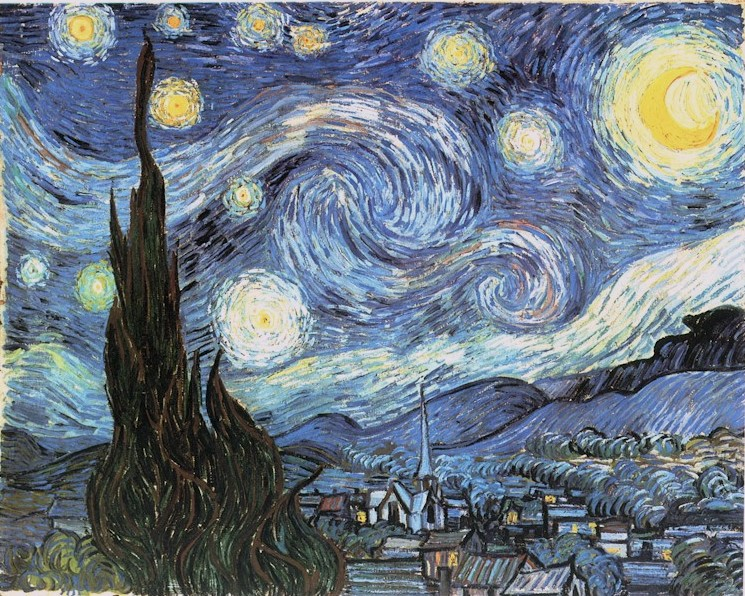
La noche estrellada de Vincent van Gogh

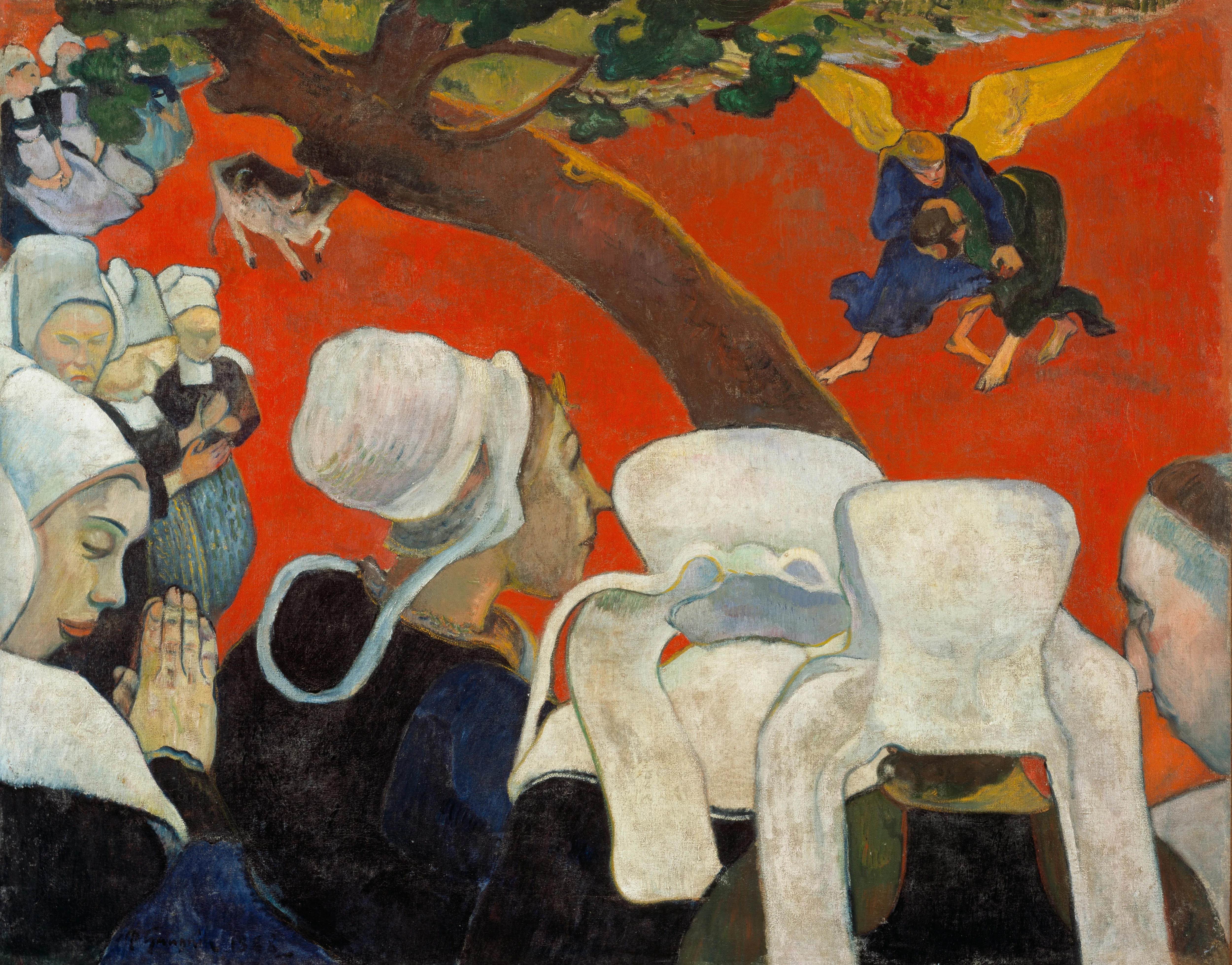
Visión tras el sermón, Paul Gauguin

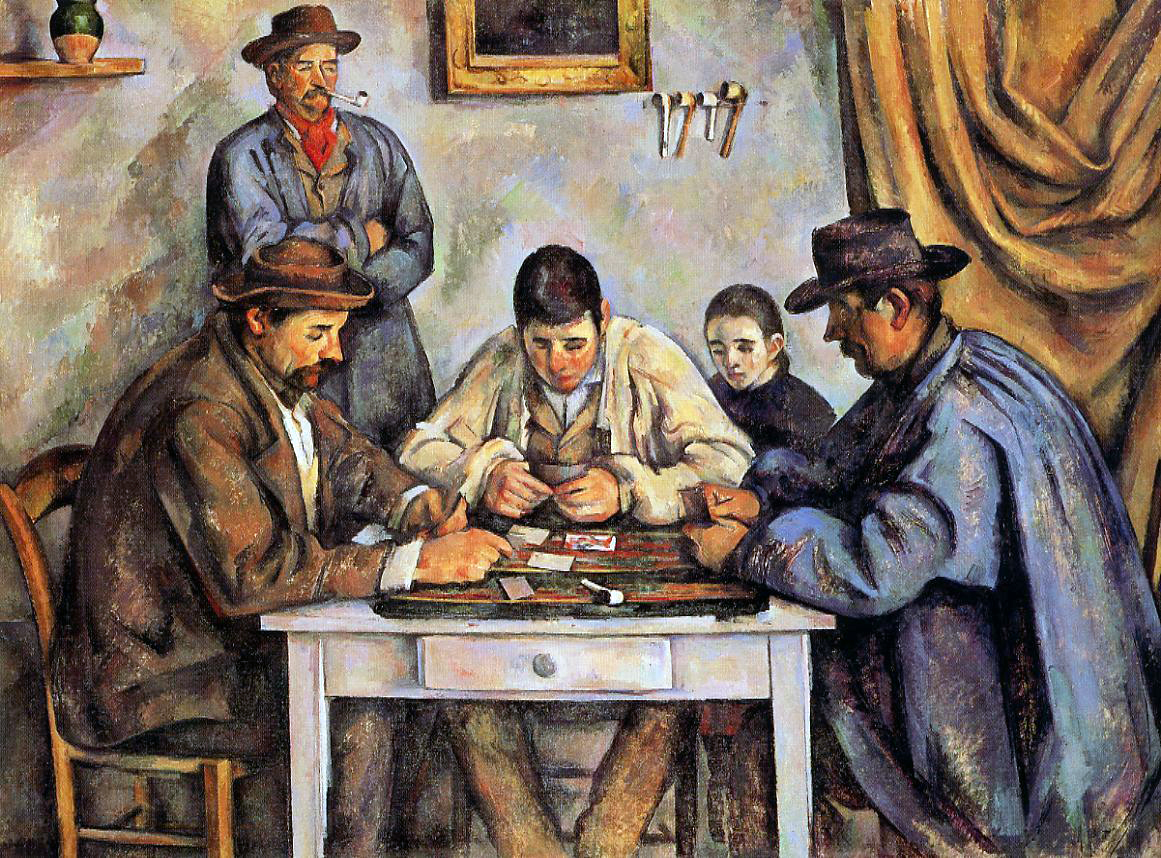
Los jugadores de cartas, Paul Cézanne, 1890.

Post impresionismo o postimpresionismo es un término histórico-artístico que se aplica a los estilos pictóricos a finales del siglo XIX y principios del XX posteriores al impresionismo. Lo acuñó el crítico británico Roger Fry con motivo de una exposición de pinturas de Paul Cézanne, Paul Gauguin y Vincent van Gogh, que se celebró en Londres en 1910. Sus exponentes reaccionaron contra el deseo de reflejar fielmente la naturaleza y presentaron una visión más subjetiva del mundo. 

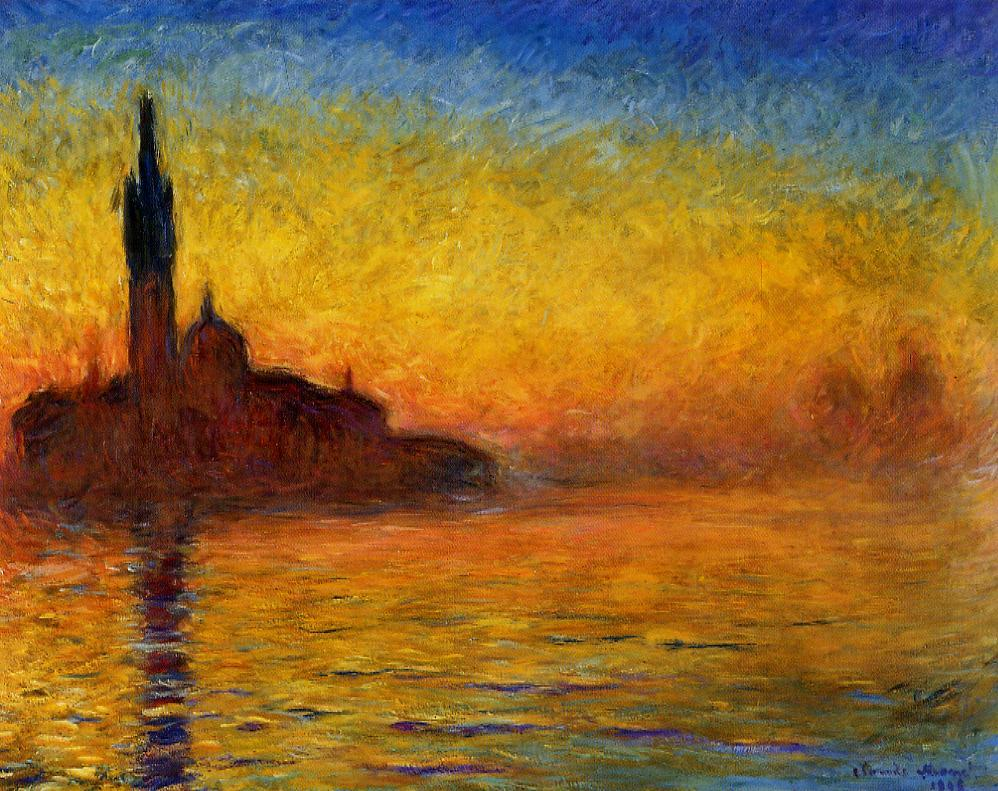
Venecia, Claude Monet, 1908.

El término postimpresionismo fue utilizado por primera vez por el crítico de arte Roger Fry en 1906. El crítico Frank Rutter en una reseña del Salon d'Automne publicada en Art News, 15 de octubre de 1910, describió a Othon Friesz como un "líder postimpresionista"; también había un anuncio de la exposición Los postimpresionistas de Francia. Tres semanas más tarde, Roger Fry volvió a utilizar el término cuando organizó la exposición de 1910 Manet y los postimpresionistas, definiéndola como el desarrollo del arte francés desde Manet.
Los postimpresionistas ampliaron el Impresionismo al tiempo que rechazaban sus limitaciones: siguieron utilizando colores vivos, a veces empleando el impasto (aplicación espesa de pintura) y pintando del natural, pero se inclinaban más por enfatizar las formas geométricas, distorsionar la forma para conseguir un efecto expresivo y utilizar colores poco naturales o modificados.

## Antecedentes
Todos los artistas agrupados bajo el término postimpresionismo conocieron y practicaron en algún momento los postulados impresionistas, un movimiento pictórico que se desarrolló en la segunda mitad del siglo XIX y que rompió los supuestos académicos, sociales y económicos vigentes en el arte. 
Al ser rechazados en los circuitos oficiales, el grupo de los pintores impresionistas organizó sus propias exposiciones y mantuvo una cohesión que duró hasta que, décadas después, algunos de ellos alcanzaron cierto reconocimiento. De la disgregación de ese movimiento nació el posimpresionismo en parte como evolución y en parte como ruptura.
El impresionismo supuso una ruptura de los conceptos dominantes en la pintura y la escultura. Si hasta entonces primaban el estudio racional de la obra, la composición sobre dibujos previos y la claridad de las líneas, los impresionistas abandonaron ese suelo para tratar de captar en sus obras la impresión espontánea, tal como llegaba a sus sentidos. No les importaba tanto el objeto que se quería pintar como la sensación recibida. La sensación fugaz, efímera, difícilmente perceptible y reproducible. 
Los pintores impresionistas abandonaron los talleres y salieron al exterior. Sus modelos fueron la calle, el edificio, el paisaje, la persona, el hecho pero no en su concepción estática y permanente sino percibidos en ese momento casi único. El pintor impresionista pintaba in situ y terminaba la obra con rapidez. Utilizaba trazos sueltos, cortos y vigorosos. Los objetos y el propio espacio no se delimitaban con líneas siguiendo los cánones renacentistas sino que se formaban en la retina del observador a partir de esos trazos imprecisos. 
El impacto de la Revolución Industrial fue clave en la nueva mirada artística posimpresionista. Los posimpresionistas representaban en sus obras los nuevos avances industriales, como el ferrocarril (Lluvia, vapor y velocidad, William Turner, 1844) o la electricidad en las calles (Terraza de café por la noche, Vincent Van Gogh, 1888). Además, la industria tecnológica iba a abrir las puertas al mundo del cine y la fotografía, cuyas estéticas tuvieron un impacto tal en las artes pictóricas, y el arte posimpresionista fue testigo de ello.  
La pintura impresionista descubrió el valor cambiante de la luz y su movimiento, utilizando una rica paleta cromática de la que excluyeron el negro porque el color negro, según decían, no existía en la naturaleza. 

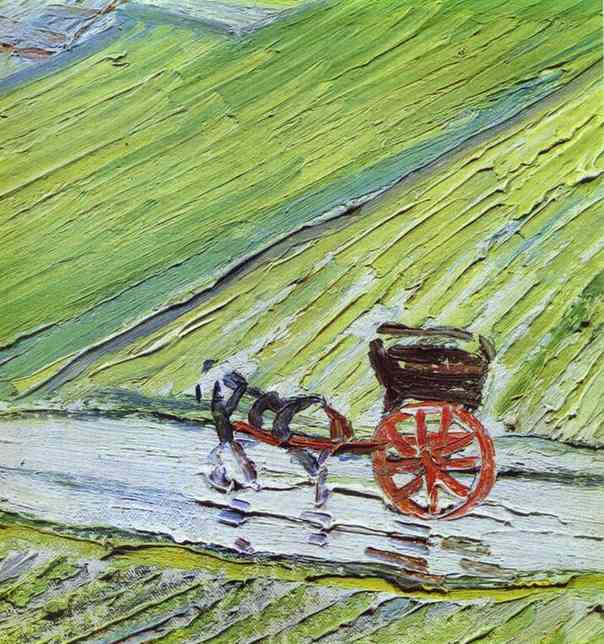
Carretera en Auvers tras la lluvia,
Vincent Van Gogh, 1890.

## De donde proviene el postimpresionismo

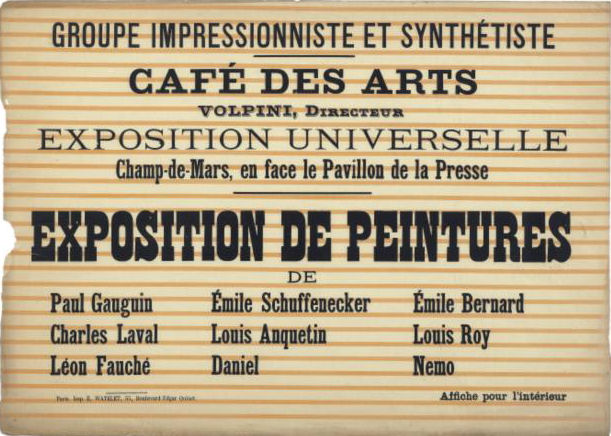
Póster de la Exposición de Pinturas del Impresionismo y Grupo Sintetista de 1889, en el Café des Arts, conocida como La Exposición Volpini, 1889.

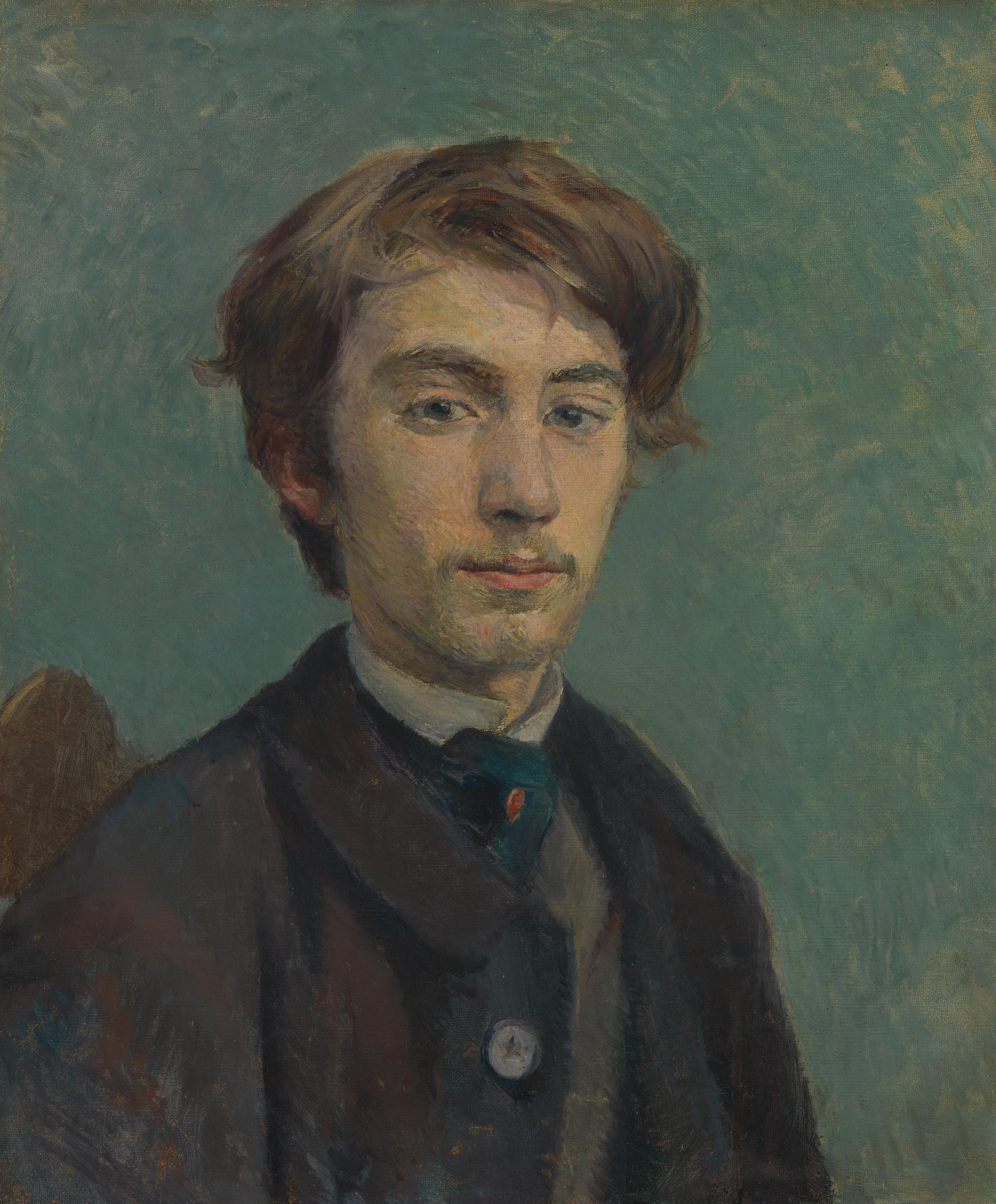
Henri de Toulouse-Lautrec, Retrato de Émile Bernard, 1886, Tate Gallery Londres.

El término fue utilizado en 1906, y de nuevo en 1910 por Roger Fry en el título de una exposición de pintores franceses modernos: Manet y los postimpresionistas, organizada por Fry para las Grafton Galleries de Londres. Tres semanas antes de la exposición de Fry, el crítico de arte Frank Rutter había publicado el término postimpresionista en Art News del 15 de octubre de 1910, durante una reseña del Salon d'Automne, donde describía a Othon Friesz como un "líder postimpresionista"; también había un anuncio en la revista sobre la exposición Los postimpresionistas de Francia.
La mayoría de los artistas de la exposición de Fry eran más jóvenes que los impresionistas. Fry explicó más tarde: "Por razones de conveniencia, era necesario dar un nombre a estos artistas, y elegí, por ser el más vago y poco comprometido, el nombre de Postimpresionismo. Esto simplemente indicaba su posición en el tiempo en relación con el movimiento impresionista." John Rewald limitó el ámbito a los años comprendidos entre 1886 y 1892 en su publicación pionera sobre Postimpresionismo: De Van Gogh a Gauguin (1956). Rewald lo consideró una continuación de su estudio de 1946, Historia del Impresionismo, y señaló que un "volumen posterior dedicado a la segunda mitad del periodo postimpresionista": Post-Impressionism: De Gauguin a Matisse. Este volumen ampliaría el periodo cubierto a otros movimientos artísticos derivados del Impresionismo, aunque circunscritos a finales del siglo XIX y principios del XX. Rewald se centró en destacados postimpresionistas activos en Francia como van Gogh, Gauguin, Seurat y Redon. Explora sus relaciones, así como los círculos artísticos que frecuentaban (o a los que se oponían), incluyendo:
- Neoimpresionismo: ridiculizado tanto por los críticos de arte contemporáneos como por los artistas como Puntillismo; Seurat y Signac habrían preferido otros términos: Divisionismo por ejemplo
- Cloisonismo: término de corta vida introducido en 1888 por el crítico de arte Édouard Dujardin, era para promocionar la obra de Louis Anquetin, y más tarde se aplicó también a obras contemporáneas de su amigo Émile Bernard.
- Sintetismo: otro término de corta duración acuñado en 1889 para distinguir las obras recientes de Gauguin y Bernard de las de los impresionistas más tradicionales que exponían con ellos en la Café Volpini.
- Escuela de Pont-Aven]]: implica poco más que los artistas implicados habían estado trabajando durante un tiempo en Pont-Aven o en otro lugar de Bretaña.
- Simbolismo: término muy bien acogido por los críticos de vanguardia en 1891, cuando Gauguin abandonó el Sintetismo en cuanto fue aclamado como líder del Simbolismo en la pintura.

Además, en su introducción al Postimpresionismo, Rewald optó por un segundo volumen que presentaba a Toulouse-Lautrec, Henri Rousseau "le Douanier", Les Nabis y Cézanne, así como el Fauves, el joven Picasso y el último viaje de Gauguin a las South Seas (Mares del Sur); debía ampliar el periodo cubierto al menos hasta la primera década del siglo XX; sin embargo, este segundo volumen quedó inconcluso.

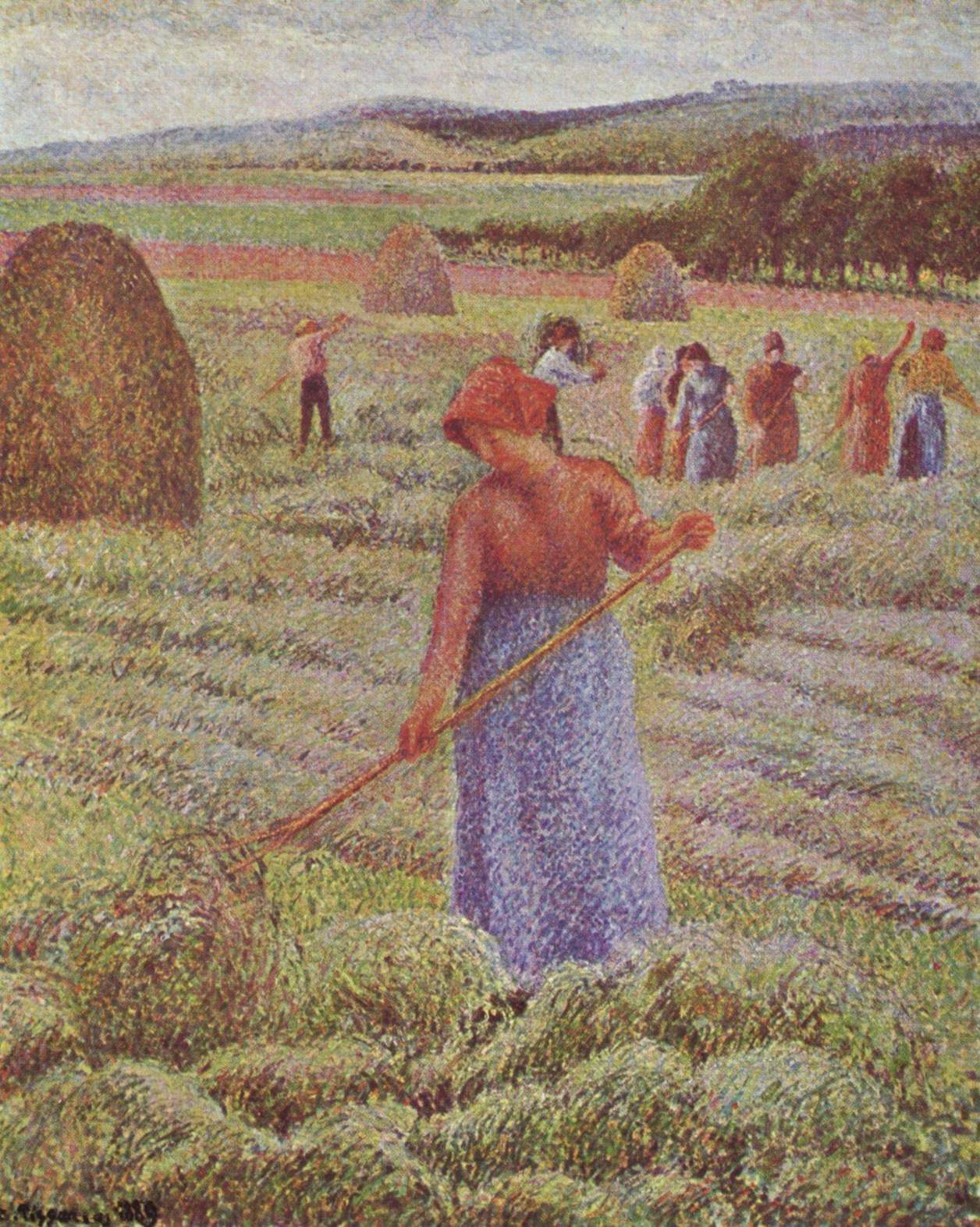
Camille Pissarro, Henificación en Eragny, 1889, Colección privada

### Revisiones y ajustes
Rewald escribió que "el término 'Postimpresionismo' no es muy preciso, aunque sí muy conveniente"; conveniente, cuando el término se limita por definición a las artes visuales francesas derivadas del Impresionismo desde 1886.  La aproximación de Rewald a los datos históricos era más narrativa que analítica, y más allá de este punto creía que bastaría con "dejar que las fuentes hablaran por sí mismas".
Términos rivales como Modernismo o Simbolismo nunca fueron tan fáciles de manejar, ya que abarcaban también la literatura, la arquitectura y otras artes, y se expandieron a otros países.
- Modernismo, por tanto, se considera ahora el movimiento central dentro de la civilización occidental internacional con sus raíces originales en Francia, remontándose más allá de la Revolución Francesa hasta el Siglo de las Luces.
- Simbolismo, sin embargo, se considera un concepto que surgió un siglo más tarde en Francia, e implicaba un enfoque individual. Las tradiciones nacionales locales, así como los entornos individuales, podían por tanto coexistir, y desde el principio una amplia variedad de artistas que practicaban algún tipo de imaginería simbólica, oscilaban entre posiciones extremas: Los Nabis, por ejemplo, se unieron para encontrar la síntesis de la tradición y una forma totalmente nueva, mientras que otros se mantuvieron en formas tradicionales, más o menos académicas, cuando buscaban contenidos frescos: Así pues, el simbolismo se vincula a menudo con temas fantásticos, esotéricos, eróticos y otros no realistas.

Con motivo del reciente debate, se volvieron a cuestionar las connotaciones del término "postimpresionismo": Alan Bowness y sus colaboradores ampliaron el periodo abarcado hasta 1914 y el comienzo de la Primera Guerra Mundial, pero limitaron ampliamente su enfoque sobre la década de 1890 a Francia. Los demás países europeos son relegados a connotaciones estándar, y Europa del Este queda completamente excluida.
Así pues, si bien en 1886 puede apreciarse una escisión entre el "Impresionismo" clásico y el "Postimpresionismo", el fin y el alcance del "Postimpresionismo" siguen siendo objeto de debate. Para Bowness y sus colaboradores, así como para Rewald, el 'Cubismo' era un comienzo absolutamente nuevo, y así se ha visto el Cubismo en Francia desde el principio, y más tarde en Inglaterra. Mientras tanto, a los artistas de Europa del Este no les importaban tanto las tradiciones occidentales y adoptaron formas de pintura denominadas abstracta y suprematismo, términos que se extendieron hasta bien entrado el siglo XX.
Según el estado actual de la discusión, Postimpresionismo es un término que se utiliza mejor dentro de la definición de Rewald de un modo estrictamente histórico, concentrándose en el arte francés entre 1886 y 1914, y reconsiderando las posiciones alteradas de pintores impresionistas como Claude Monet, Camille Pissarro, Auguste Renoir, y otros, así como todas las nuevas escuelas y movimientos del cambio de siglo: del Cloisonnismo al Cubismo. Las declaraciones de guerra, en julio/agosto de 1914, indican probablemente mucho más que el comienzo de una Guerra Mundial-señalan también una ruptura importante en la historia cultural europea.
Junto con la información general de historia del arte que se ofrece sobre las obras del "Postimpresionismo", hay muchos museos que ofrecen historia adicional, información y obras de galerías, tanto en línea como en sus instalaciones, que pueden ayudar a los espectadores a comprender un significado más profundo del "Postimpresionismo" en términos de bellas artes y aplicaciones artísticas tradicionales.

## Cézanne, Gauguin y Van Gogh
Las obras de Paul Cézanne, Paul Gauguin y Vincent Van Gogh se caracterizaron por un uso expresivo del color y una mayor libertad formal.
Pablo Picasso y Cézanne se interesaron por resaltar las cualidades materiales de la pintura, representando seres vivos y paisajes, volúmenes y relaciones entre superficies, como en Pinos y rocas (1895-1898, MoMA, Nueva York). Su interés por las formas geométricas y la luz prismática inherente en la percepción de la naturaleza anticipó los experimentos del cubismo.
Gauguin, en un intento por conseguir la capacidad comunicadora del arte popular, se centró en la representación a base de superficies planas y decorativas y la utilización de numerosos significados simbólicos, como se aprecia en la obra. Calvario bretón (1889, Palacio de Bellas Artes, Bruselas).
Van Gogh, por su parte, se aproximó a la naturaleza con vigorosas pinceladas coloristas, evocadoras de las emociones internas del artista. Su experimentación subjetiva, ejemplificada en Noche estrellada (1889, MoMA de Nueva York), precedió el expresionismo.

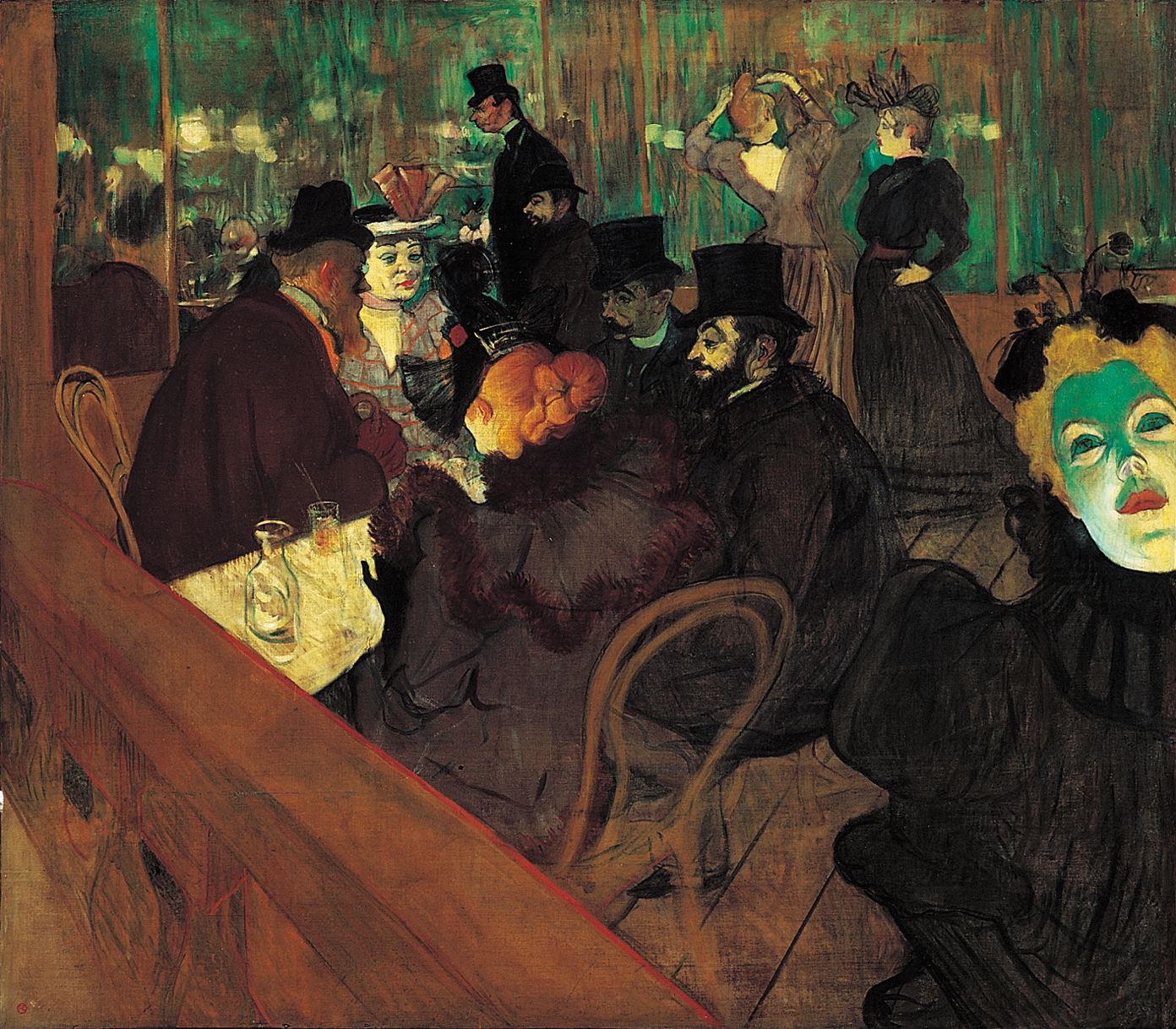
En el Moulin Rouge, Toulouse-Lautrec,
1892-1895.

## Henri de Toulouse-Lautrec y el cartelismo

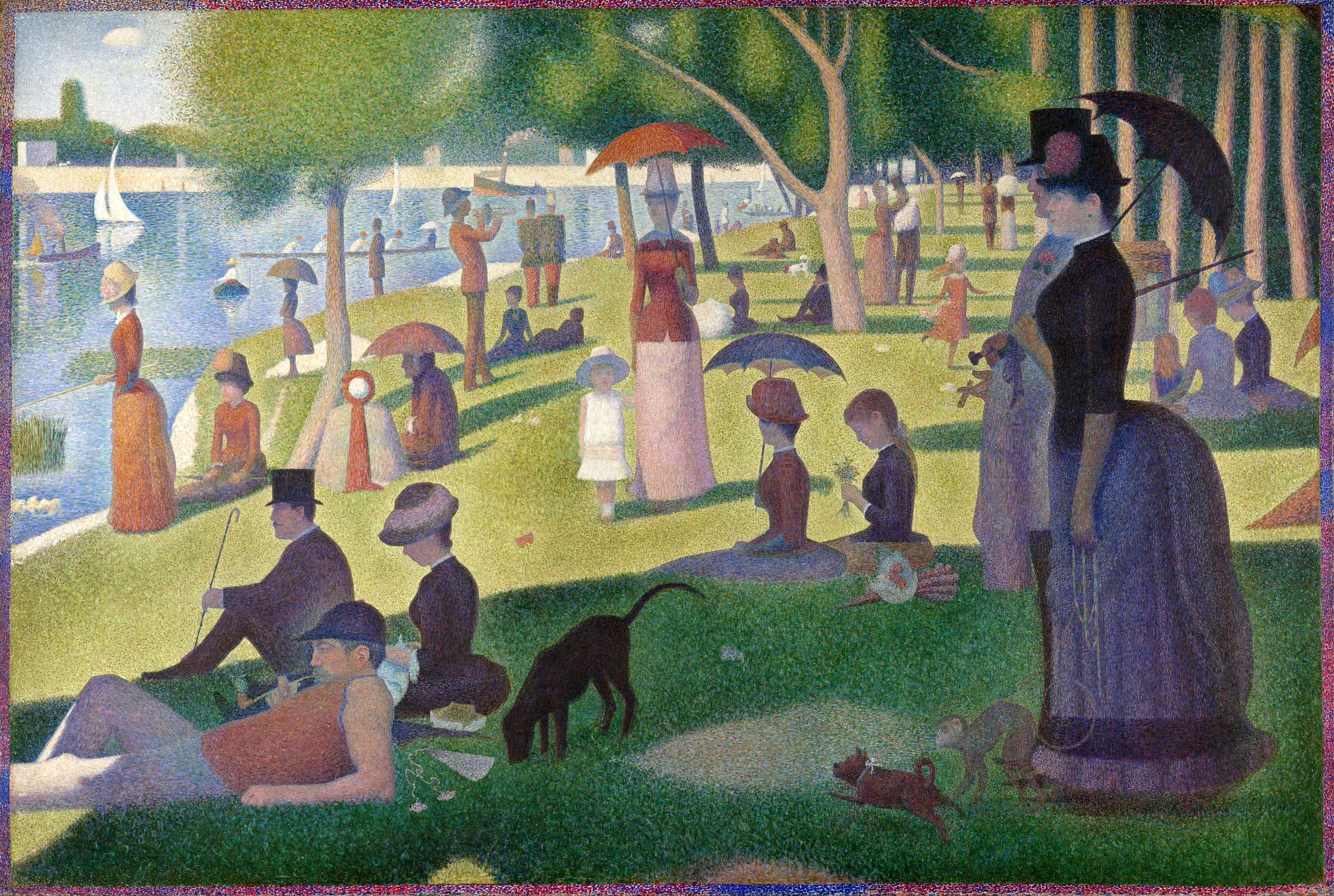
Un domingo de verano en la Grande Jatte de Georges Seurat.

Henri de Toulouse-Lautrec estuvo fuertemente influido por las composiciones lineales de los grabados japoneses, y su obra se caracterizó por los intensos grabados de contorno y los colores planos. Su obra se centra en plasmar el ambiente de los cabarets y prostíbulos de la época, lugares en los que residía. Es uno de los que introdujo el cartel como pieza artística.

## Neoimpresionismo, puntillismo o divisionismo
Georges Seurat, denominado neoimpresionista por sus criterios más próximos al impresionismo, inventó una técnica denominada puntillismo, cuyo ejemplo más destacado es el cuadro Un domingo de verano en la Grande Jatte 1884-1886, Art Institute de Chicago).

## Corrientes posteriores
Otros movimientos artísticos posteriores, como el cubismo, el expresionismo, el fovismo, el surrealismo y el futurismo, presentaron algunas de las características de la pintura impresionista: la libertad expresiva del artista y el énfasis en el concepto abstracto del arte. También ha influido en artistas actuales, por ejemplo, Joe Reimer, Gregory Frank Harris e Iris Scott.

## Artistas postimpresionistas

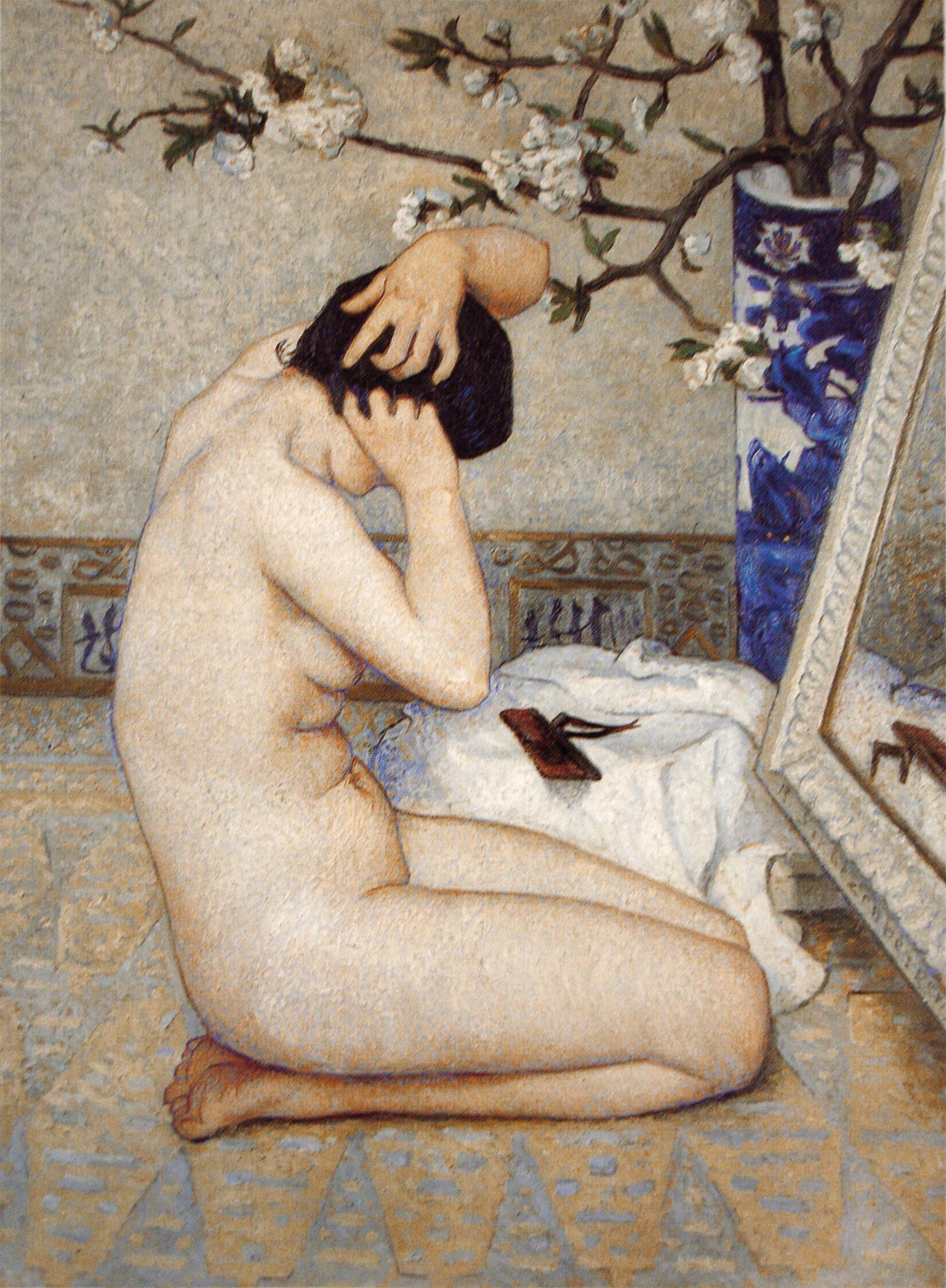
El peinado de René Schützenberger.

- Paul Cézanne (cubismo, abstraccionismo)
- Paul Gauguin (fovismo, simbolismo)
- Georges Seurat (puntillismo)
- Paul Signac (puntillismo)
- Henri de Toulouse-Lautrec (expresionismo)
- Vincent van Gogh (puntillismo, expresionismo y abstraccionismo)
- Ferdinand Hodler
- Edvard Munch (expresionismo)